# Rudnik Tajmište
Rudnik Tajmište (makedonska: Рудник Тајмиште) är en järngruva i Nordmakedonien. Den ligger i den västra delen av landet, 70 kilometer sydväst om huvudstaden Skopje. Rudnik Tajmište ligger 1 579 meter över havet.